# Виноградов, Иван Кузьмич
Иван Кузьмич Виноградов (22 сентября 1919, Старое Раменье, Череповецкая губерния — 10 октября 1943, Верхнеднепровский район, Днепропетровская область) — участник Великой Отечественной войны, комсорг 1-го стрелкового батальона 184-го гвардейского полка 62-й гвардейской стрелковой дивизии 37-го стрелкового корпуса 37-й армии, Степной фронт. Герой Советского Союза (1944).

## Биография
Родился 22 сентября 1919 года в деревне Старое Раменье (ныне — в Пестовском районе Новгородской области) в крестьянской семье. После окончания Устюженского педагогического училища преподавал русский язык и литературу в средней школе, а также обучал на дому малограмотных, руководил драматическим кружком, читал лекции в клубе.
В 1939 году призван в Красную армию. Прошёл путь от рядового до старшины пулемётной роты и химинструктора батальона.
Гвардии старшина И. К. Виноградов отличился во время форсирования Днепра у села Мишурин Рог. Стрелковый батальон получил приказ первым форсировать Днепр и закрепиться на его правом берегу. В результате прибрежного боя 184-й гвардейский полк закрепился на небольшом участке берега. 3 октября при поддержке танков и авиации противник начал контратаку. В ходе боя заменил погибший расчёт противотанкового ружья и подбил два вражеских танка, получив при этом тяжёлое ранение.
Скончался от ран 3 октября 1943 года в медсанбате.

Во время форсирования реки Днепр, расширения и удержания плацдарма т. Виноградов находился в боевых порядках батальона и личным примером мужества и отваги увлекал бойцов на разгром противника.— Из наградного листа
Указом Президиума Верховного Совета СССР «О присвоении звания Героя Советского Союза офицерскому, сержантскому и рядовому составу Красной Армии» от 22 февраля 1944 года за «образцовое выполнение боевых заданий командования при форсировании реки Днепр, развитие боевых успехов на правом берегу реки и проявленные при этом отвагу и геройство» удостоен посмертно звания Героя Советского Союза. 

## Награды
- Медаль «Золотая Звезда»;
- Орден Ленина;
- медаль.

## Память
- В Пестове установлен памятник герою[3].
- Его именем названа улица в Пестове.
- Имя героя носила пионерская дружина.